# Paridotea ungulata
Paridotea ungulata is een pissebed uit de familie Idoteidae. De wetenschappelijke naam van de soort is voor het eerst geldig gepubliceerd in 1772 door Pallas.